# A Woman's Way (film fra 1916)
A Woman's Way er en amerikansk stumfilm fra 1916 af Barry O'Neil.

## Medvirkende
- Ethel Clayton som Marion Livingston
- Carlyle Blackwell som Howard Stanton
- Alec B. Francis som John Stanton
- Pierre LeMay som Jack Stanton
- Edward Kimball som John Livingston